# Сахиль-Салим
Сахиль-Салим (араб. ساحل سليم‎) — город в центральной части Египта, расположенный на территории мухафазы Асьют.

## Географическое положение
Город находится на юго-западе мухафазы, в пределах правобережной части долины Нила, на расстоянии приблизительно 17 километров к юго-востоку от Асьюта, административного центра провинции. Абсолютная высота — 53 метра над уровнем моря.

## Демография
По данным переписи 2006 года численность населения Сахиль-Салима составляла 31 781 человек.
Динамика численности населения города по годам:
| 1996   | 2006   | 2018   |
| ------ | ------ | ------ |
| 24 118 | 31 781 | 49 167 |

## Транспорт
Ближайший аэропорт расположен в городе Асьют, на расстоянии 17 километров к западу от Сахиль-Салима.